# Usina Hidrelétrica de Xiluodu

A Usina Hidrelétrica de Xiloudu (chinês tradicional: 溪洛渡大壩, chinês simplificado: 溪洛渡大坝, pinyin: Xīluòdù Dàbà) é uma usina de arco no Rio Jinsha, ou seja, no curso superior do Rio Yangtze na República Popular da China. Ele está localizado perto da cidade de Xiluodu no Condado de Yongshan da Província de Yunnan, mas a barragem também atravessa o Condado de Leibo na Província de Sichuan no lado oposto do rio. O principal propósito da usina é a geração de energia hidroelétrica e a sua casa de força tem uma potência total instalada de 13 800 MW. Adicionalmente, a barragem providencia controle de inundação, controle do lodo e as suas liberações controladas de água pretendem melhorar a navegaão rio abaixo. A construção da barragem e da estação de energia começou em 2005 e o primeiro gerador foi comissionado em 2013 e o último em 2014. Ela é operada pela China Yangtze Power e é atualmente a terceira maior usina do mundo em capacidade instalada com a quarta mais alta barragem do mundo.

## Localização
A usina está localizada no Rio Jinsha (Yantze superior) no momento em que ele sai pela região montanhosa das Montanhas Hengduan e o Planalto de Yungui, entrando na Bacia de Sichuan. Essa parte do Jinsha cai para uma elevação de 400 metros acima do nível do oceano nesse local onde as montanhas se erguem acima de 2000 m sobre o Jinsha em qualquer lado.

## História
As construções preliminares (estradas, pontes e túneis) para a usina começaram em 2003 e o trabalho nas estruturas principais começaram oficialmente em 26 de dezembro de 2005. Em novembro de 2007, o Jinsha foi divergido com sucesso no local de construção, permitindo que a barragem fosse construída. Bombeamento de concreto começou em 2008. O reservatório foi represado em maio de 2013 e o primeiro do 18 geradores do tipo turbina Francis de 770 MW foi comissionado em 15 de julho de 2013. O décimo quarto gerador foi comissionado em abril de 2014. O último gerador dos 18 foi comissionado em 30 de junho de 2014.

## Projeto
A Usina de Xiluodu tem uma altura de 285,5 m e é uma usina de arco duplo com 700 m de extensão. Ela é terceira usina de arco mais alta no mundo e um componente chave no projeto do Rio Jinsha. Ela segura um reservatório de 12.670.000.000 metros cúbicos, dos quais 6.460.000.000 são considerados reserva ativa para a geração de energia elétrica. A usina contém vários vertedouros que incluem sete canais na superfície, oito orifícios no nível médio e quatro túneis vertedouros. Todos os vertedouros proporcionam uma descarga máxima de 32,278 m3/s. A casa de força da usina é dividida em duas estações de energia subterrâneas, uma localizada atrás do pilar direito, a segunda atrás do pilar esquerdo. Cada estação de energia tem nove geradores francis com 770 MW de potência, para uma capacidade total instalada de 13 860 MW.